# Michaela Stögbauer
Michaela Stögbauer (* 1960 in Passau) ist eine deutsche Schauspielerin.

## Leben
Michaela Stögbauer wuchs in Passau auf. Von 1979 bis 1982 studierte sie Theaterwissenschaften, Germanistik und Philosophie an der Ludwig-Maximilians-Universität in München. Von 1982 bis 1985 besuchte sie die Hochschule für Musik und Darstellende Kunst in Graz. Von 1985 bis 1986 war sie am Pfalztheater Kaiserslautern engagiert. Von 1986 bis 1990 wirkte sie an den Vereinigten Bühnen Graz und von 1990 bis zum Jahr 1993 an der Badischen Landesbühne. Seit 1993 ist sie freischaffende Künstlerin.

## Filmografie
- 1985: Derrick (Folge: Der Mann aus Antibes)
- 1997: Marienhof (Serie)
- 1998: Rauschzustand München
- 2013: Dritter Mai zwischen den Nudeln
- 2014: Zuhause zu Besuch
- 2015: Welcome Back To Life
- 2019–2020: Sturm der Liebe (Serie, 30 Folgen)
- 2020: Meritocracy